# Reba
Reba ist eine US-amerikanische Sitcom mit der Country-Sängerin Reba McEntire in der Titelrolle, die von 2001 bis 2006 vom Sender The WB produziert und ausgestrahlt wurde. Nachdem die Fernseh-Networks The WB und UPN im Sommer 2006 fusionierten, wurde die Sitcom um eine Staffel verlängert und bis 2007 auf dem neugegründeten Network The CW fortgesetzt. Aufgrund zu geringer Einschaltquoten und steigender Kosten wurde die Sitcom schließlich abgesetzt. In Deutschland wurde sie bei RTL ausgestrahlt, in Österreich im ORF. Die sechste Staffel wurde nicht synchronisiert.

## Inhalt
Die schlagfertige Reba Hart wird nach 20 Jahren Ehe von ihrem Mann Brock wegen der jüngeren Zahnhygienikerin Barbara Jean verlassen. Doch statt in Selbstmitleid zu verfallen, krempelt die Mutter von drei Kindern die Ärmel hoch und macht das Beste aus ihrer Situation.

## Figuren
- Reba Nell Hart ist eine hyperaktive, schlagfertige Hausfrau und Mutter der Kinder Cheyenne, Kyra und Jake. Ein starkes Konkurrenzdenken hegt sie gegen ihren Ex-Mann Brock und dessen neue Frau Barbara Jean. Dies unterstreicht sie immer wieder durch zynische und bissige Kommentare.

- Brock Hart ist Vater von vier Kindern: Cheyenne, Kyra und Jake von Reba und Henry von Barbara Jean. Er verliebte sich in die deutlich jüngere Barbara Jean und betrog mit ihr seine Frau. Nach der Scheidung heiratete er sie sofort und sie bekamen Sohn Henry. Er spielt gern Golf und langweilt andere oft mit Geschichten über diese Sportart.

- Cheyenne Hart-Montgomery ist die Tochter von Reba und Brock. Sie wohnt mit ihrem Ehemann Van und ihrer Tochter Elizabeth zu Hause bei ihrer Mutter. Gegen Ende von Staffel 4 erfährt man von Cheyennes Alkoholismus, woraufhin Reba sie zwingt, zu den Treffen der Anonymen Alkoholiker zu gehen.

- Barbara Jean Hart ist die neue, jüngere Frau im Leben von Vater Brock Hart. Sie scheint etwas durchgeknallt, ist jedoch absolut loyal zur gesamten Familie Hart. Mehr noch, sie ist die wohl größte Bewunderin von Mutter Reba Nell Hart, was nur allzu oft zu komischen Situationen führt.

- Elizabeth Montgomery ist das gemeinsamen Baby von Cheyenne Hart-Montgomery und Van Montgomery. Wie in Folge 18 der zweiten Staffel bekannt wurde, geht der Name des Kindes auf Elizabeth Montgomery, vor allem bekannt durch ihre Rolle in Verliebt in eine Hexe, zurück.

## Besetzung
| Rolle                    | Darsteller                                                               | Synchronsprecher  |
| ------------------------ | ------------------------------------------------------------------------ | ----------------- |
| Reba Nell Hart           | Reba McEntire                                                            | Angela Stresemann |
| Brock Hart               | Christopher Rich                                                         | Manfred Reddemann |
| Barbara Jean Booker-Hart | Melissa Peterman                                                         | Joey Cordevin     |
| Cheyenne Montgomery-Hart | Joanna García                                                            | Eva Michaelis     |
| Van Montgomery           | Steve Howey                                                              | Christian Stark   |
| Kyra Eleanor Hart        | Scarlett Pomers                                                          | Julia Fölster     |
| Jake Hart                | Mitch Holleman                                                           | Linda Fölster     |
| Henry Hart               | Alexander und Jackson McClellan (2001–2004) Jon Paul DeFabry (2005–2006) |                   |
| Elizabeth Montgomery     | Alena und Gabrielle LeBerger (2001–2004) Lila Braff (2005–2006)          |                   |

Zusätzlich erscheinen im Laufe der Sendung noch einige Gaststars, darunter auch Kelly Clarkson, die später mit der Hauptdarstellerin Reba McEntire ihren Song Because of you in einer Country-Version neu vertonte.